# Groenlandse kroon
De Groenlandse kroon is sinds 2009 de voorgestelde munteenheid voor Groenland. De munteenheid die in Groenland wordt gebruikt is de Deense kroon. Het was oorspronkelijk niet de bedoeling dat de Groenlandse kroon een onafhankelijke munt wordt, maar een regionale versie van de Deense kroon naar het voorbeeld van de Faeröerse kroon. Daarom zou het geen valutacode hebben volgens ISO 4217. Zelfs als de Groenlandse kroon wordt gecreëerd, zal de Deense kroon afzonderlijk blijven circuleren.

## Geschiedenis
Net als in Denemarken verving Groenland in 1874 de kroon voor de rigsdaler met een tarief van 2 kronen voor 1 rigsdaler.